# 李生华
李生华（1915年—1987年7月19日），男，陕西榆林人，中华人民共和国政治人物，曾任陕甘省苏维埃政府主席，甘肃省人大常委会副主任，中共甘肃省顾问委员会常委。